# Callichroma schultzei
Callichroma schultzei là một loài bọ cánh cứng trong họ Cerambycidae.